# Mummio Luperco
Mummio Luperco (latino: Mummius Lupercus; fl. 69-70) è stato un generale romano coinvolto nella rivolta batava del 69-70.
Luperco era legatus (comandante) degli accampamenti invernali delle due legioni dell'armata del Reno. Allo scoppio della rivolta dei Batavi, Luperco fu inviato con le sue legioni dal comandante in capo Ordeonio Flacco contro il capo dei ribelli, Gaio Giulio Civile. Civile sconfisse Luperco, grazie al tradimento di un'"ala" formata da Batavi, e lo costrinse a rinchiudersi con i suoi uomini a Castra Vetera (moderna Xanten). Luperco fece rinforzare le difese dell'accampamento, che difese abilmente contro gli assalitori finché i suoi soldati, affamati e scoraggiati, sollecitati dagli emissari di Giulio Classico, non si arresero a Civile. Il capo degli insorti inviò Luperco come "dono" alla profetessa Veleda, che aveva previsto il successo dell'insurrezione: Luperco fu però ucciso lungo il viaggio.